# Legió V Parthica
La legió V Parthica va ser una legió romana que va crear l'emperador Dioclecià (284-305) a finals del segle iii, quan va organitzar les defenses de les fronteres de l'est. En aquells moments no hi havia cap Imperi Part, sinó que el país estava regit pels sassànides.
Se sap que tenia al campament a Amida (actual Diyarbakır), segons diu Ammià Marcel·lí, i incorporava tropes del país com a auxiliars. La seva missió era defensar un pont sobre el riu Tigris, a la via que portava d'Anatòlia a Assíria. L'any 359 els sassànides van assetjar la ciutat en els fets anomenats Setge d'Amida, i la V Parthica no va poder resistir l'atac, tot i que altres legions van acudir al lloc per auxiliar-la. Segurament la legió va ser destruïda i no es va reconstituir, ja que la Notitia Dignitatum, una llista de l'organització imperial que inclou unitats militars escrita al segle iv, no en fa esment.